# Jorge Brian Díaz
Jorge Brian Díaz Hernández (Bronx, 13 novembre 1989) è un cestista statunitense con cittadinanza portoricana.

## Carriera
Con Porto Rico ha disputato due edizioni dei Campionati mondiali (2014, 2019) e due dei Campionati americani (2015, 2017).